# 牛耳奖
牛耳奖是DoNews创办的互联网行业年度奖项，起初主要表彰和鼓励互联网领域的优秀企业和行业精英，后来扩展到文娱和游戏领域。

## 历史
2010年，DoNews推出了主题为“互联网的榜样”颁奖盛典，评选了2010年度互联网行业十大优秀创业者，以及最具创新、进步最快、最佳口碑四项大奖。2011年，更名为“互联网年度颁奖盛典”。2013年更名为“牛耳奖”。
2015年1月15日，第五届牛耳奖颁奖典礼在北京举行。
2016年12月21日，第七届牛耳奖颁奖盛典在北京演艺中心举行，以“创在人为”为主题，奖项不再仅限于互联网领域，而是扩展到了文娱领域。
2017年12月21日，第八届牛耳奖颁奖典礼在北京演艺中心举行。
2018年12月13日，第九届牛耳奖颁奖典礼在北京举行，奖项范围从互联网领域、文娱领域，再度扩展到了游戏领域。
2019年12月26日，第十届颁奖典礼更名为“牛耳人人盛典”，在北京五棵松M空间举行，以"创行智远"为主题。